# ハワイコミュニティー連邦信用組合
ハワイコミュニティー連邦信用組合（英語: Hawaii Community Federal Credit Union、略称はHCFCU）はアメリカ合衆国ハワイ州ハワイ島に本部を置く信用組合で、貯蓄口座、チェッキング口座、自動車・個人・教育・ビジネス・住宅ローン、クレジットカードなどの通常銀行業務を扱っていて、全米信用組合管理機構（NCUA）の管理下にある。ハワイ州の信用組合間のHawaii Networkにも参加している。

## 歴史
HCFCUは大恐慌時代の1936年にコナ・コーヒーを栽培する10人の農民によりKona Farmers Federal Credit Unionとして設立され、1939年にはKona Community Federal Credit Unionと名称を変えて一般に公開され、1982年にはKohala Federal Credit Union を合併して大きくなり、1991年に現在の名称に変えた。ハワイ島西部と北部のKaloko、Kailua Kona、Kealakekua、Kohala、Honoka'aに事務所／支店がある。

## 参照項目
- 全米信用組合管理機構 （National Credit Union Administration）
- 全米信用組合預金保険準備金 （National Credit Union Share Insurance Fund）
- HFS連邦信用組合 (本部：ハワイ州ヒロ)

## 参考
1. ↑   ハワイコミュニティー連邦信用組合 (英語)
2. ↑   ハワイネットワーク／信用組合のシェアド支店 (英語)
3. ↑   HCFCUの概観 (英語)
4. ↑   HCFCUの事務所／支店 (英語)